# Lake Ann

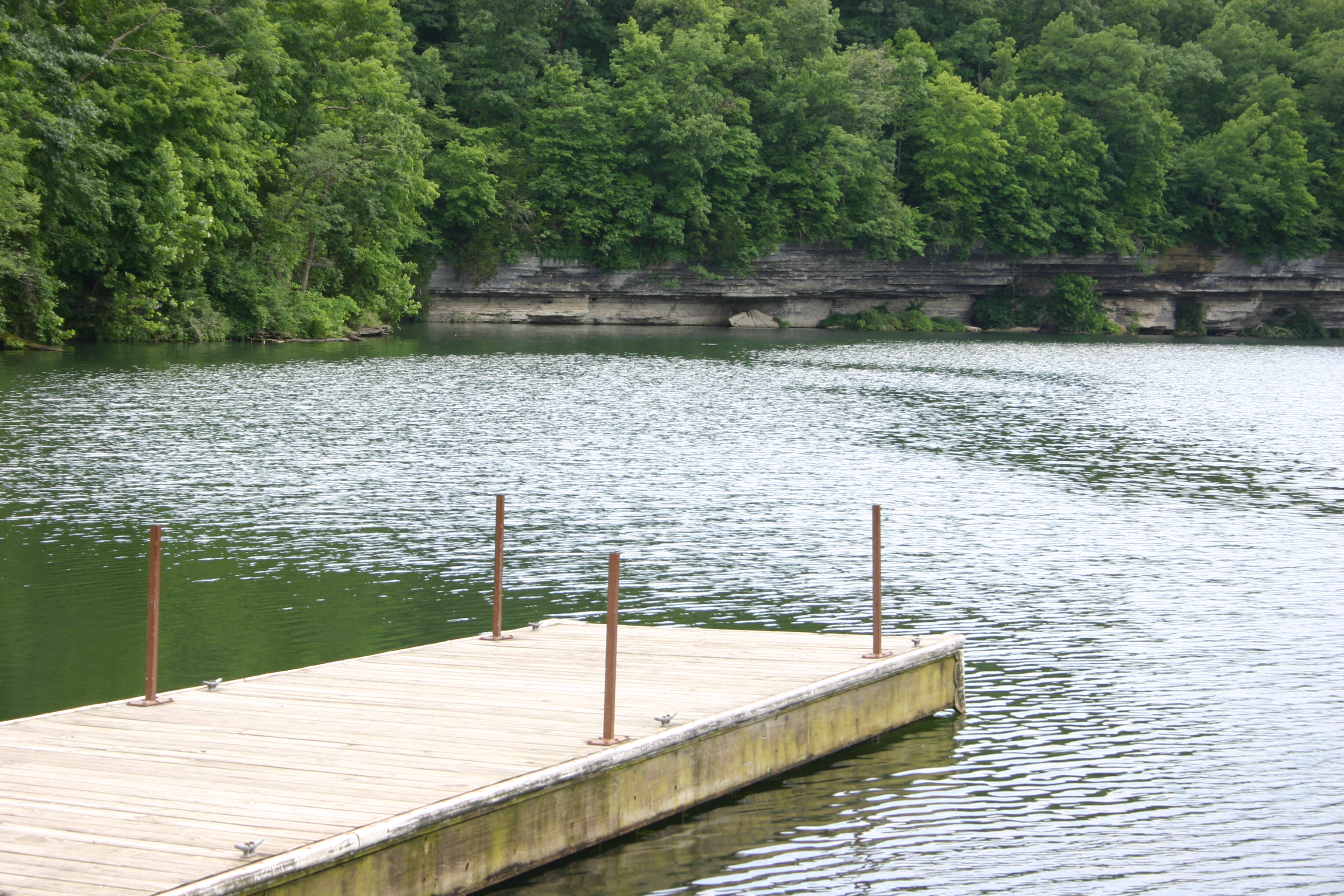
Una veduta di Lake Ann (Lago Ann)

Lake Ann è uno degli otto laghi privati presenti a Bella Vista, in Arkansas. A 37 gradi circa di latitudine nord e a circa 94 di longitudine ovest, è circondato da una pineta.